# (31708) 1999 JL49
1999 JL49 (asteroide 31708) é um asteroide da cintura principal. Possui uma excentricidade de 0.21905060 e uma inclinação de 5.98880º.
Este asteroide foi descoberto no dia 10 de maio de 1999 por LINEAR em Socorro.